# Erle C. Kenton
Earl C. Kenton (Norboro, 1º agosto 1896 – Glendale, 28 gennaio 1980) è stato un regista cinematografico statunitense.
Celebre principalmente per aver diretto ben tre film della saga Universal.

## Filmografia parziale

### Regista
- Salomè (Salome vs. Shenandoah) (1919)
- Sarto per signora (A Lady's Tailor) (1919)
- Tutti in macchina (You Wouldn't Believe It) (1920)
- Il vedovo allegro (His Youthful Fancy) (1920)
- L'idolo del villaggio (A Small Town Idol), co-regia Mack Sennett (1921)
- Cani e biplani (The Love Egg) (1921)
- Tre cretini (A Rural Cinderella) (1921)
- Inbad the Sailor (1923)
- Westbound (1924)
- Picking Peaches (1924)
- The Health Farm Wallop (1924)
- Il treno della morte (The Danger Signal) (1925)
- Bolidi in corsa (Red Hot Tires) (1925)
- Il fidanzato di mia moglie (Other Women's Husbands) (1926)
- Don Chisciotte dell'amore (The Sap) (1926)
- The Palm Beach Girl  (1926)
- Gambe nude (Bare knees)
- L'ultimo sole (The Sporting Age) (1928)
- Il rivale delle nostre mogli (Golf Widows) (1928)
- Name the Woman (1928)
- Il sentiero delle illusioni (The Street of Illusion) (1928)
- Nothing to Wear (1928)
- The Sideshow
- Companionate Marriage
- Le infedeli (Trial Marriage) (1929)
- La carne e l'anima (Father and Son) (1929)
- Il richiamo (Song of Love) (1929)
- Rosa del Messico (Mexicali Rose) (1929)
- Notte d'inferno (A Royal Romance) (1929)
- Stranger in Town (1931)
- X Marks the Spot (1931)
- L'isola delle anime perdute (Island of Lost Souls) (1932)
- Stranger in Town (1932)
- From Hell to Heaven (1933)
- Lo sparviero (Big Executive) (1933)
- Sedotta (Disgraced!) (1933)
- Party Wire (1935)
- End of the Trail (1936)
- Petrolio a River's End (Remedy for Riches) (1940)
- Di nuovo insieme (They Meet Again) (1941)
- Il terrore di Frankenstein (Ghost of Frankenstein) (1942)
- Gli eroi dell'isola (Pardon My Sarong) (1942)
- Gianni e Pinotto detectives (Who Done It?) (1942)
- Always a Bridesmaid (1943)
- It Ain't Hay (1943)
- Al di là del mistero (1944)
- La casa degli orrori (1945)
- The Cat Creeps (1946)

### Attore
- His Smothered Love di Edward F. Cline, Hampton Del Ruth (1918)
- Hearts and Flowers, regia di Edward F. Cline - cortometraggio (1919)